# بناتائه
بِناتائِه (به اسپانیایی: Benatae) یکی از دهستان‌های استان خائن در کشور اسپانیا است. این شهر با مساحت ۴۵ کیلومتر مربع، ۵۵۱ تن جمعیت دارد.